# 喜運寺 (文京区)
喜運寺（きうんじ）は、東京都文京区にある曹洞宗の寺院。

## 歴史
1596年（慶長元年）、源室氷高によって開山された。元々は現在の桜田門の辺りに位置し「起雲寺」という名称であった。その後の江戸城拡張工事に伴い、幾度も移転し、1657年（明暦3年）の明暦の大火後、現在地に移転した。1691年（元禄4年）に「喜運寺」と改称した。
当寺には本尊の延命地蔵菩薩とは別に「延命豆腐地蔵尊」と呼ばれる地蔵菩薩像があり、次のような話が伝わっている。享保の頃、当寺門前の豆腐屋に豆腐を買いに来る小坊主がいた。この小坊主が買った後の代金に小石や木の葉が混ざっているので、化け狸の仕業かと思って後をつけたところ、喜運寺の地蔵であることが分かった。それ以降、願い事をするときに豆腐をお供えするようになったことから「延命豆腐地蔵尊」と呼ばれるようになった。現在は秘仏になっており、直接拝することはできない。

## 寺宝等
- 地蔵菩薩像（本尊）
- 地蔵菩薩像（豆腐地蔵、秘仏）

## 墓所
- 堀帯刀秀隆（旗本、火付盗賊改方）
- 仁杉英（幕臣、衆院議員）
- 鈴木泉三郎（劇作家）
- 蔦谷龍岬（日本画家）

## 交通アクセス
- 白山駅より徒歩11分。